# Lacus Temporis

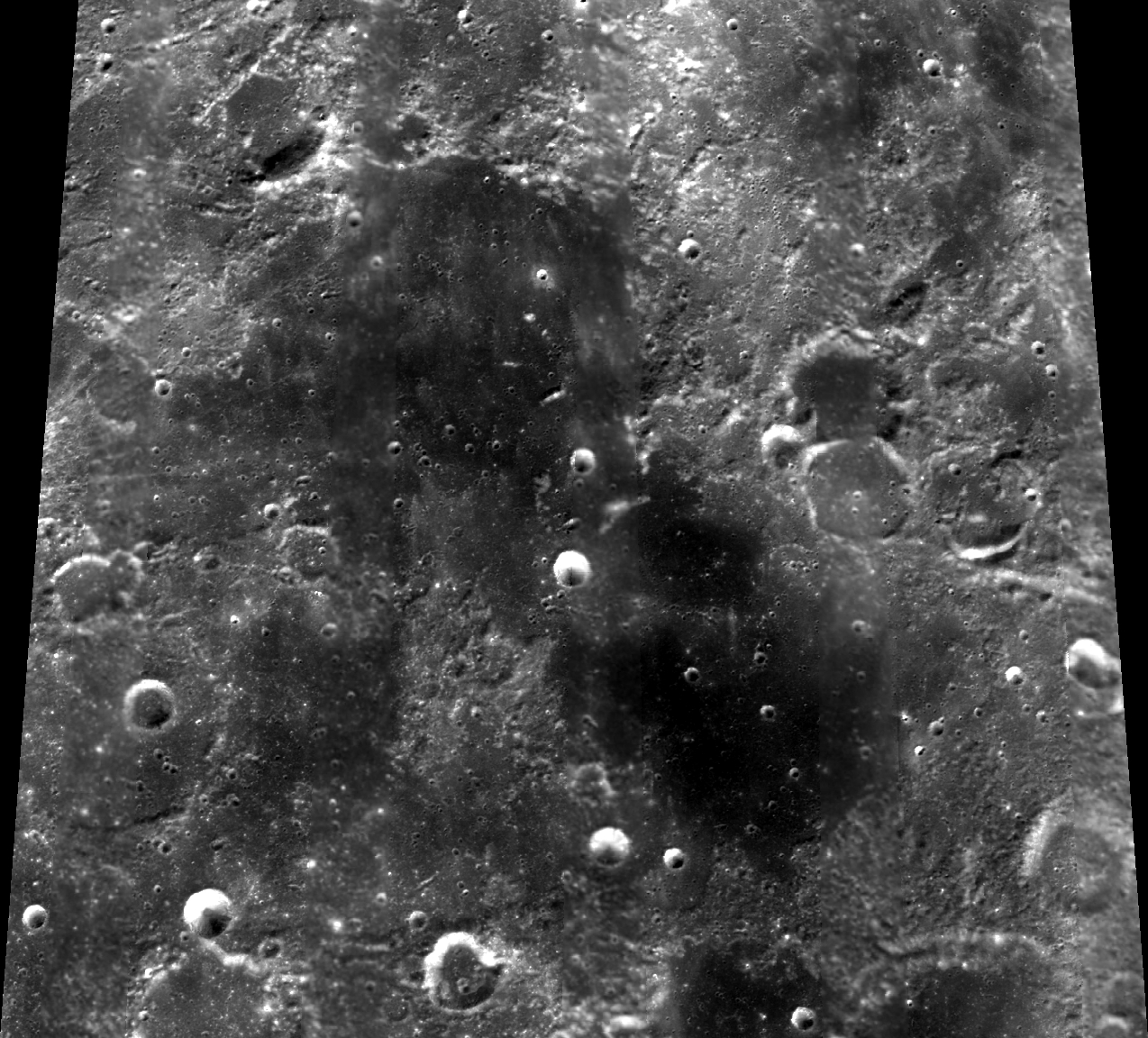
Lacus Temporis

Lacus Temporis (łac. Jezioro Czasu) – to małe morze księżycowe położone w północno-wschodniej części widocznej strony Księżyca. Jego współrzędne selenograficzne to 45,9° N, 58,4° E, a średnica wynosi 117 km. Nazwa została zatwierdzona przez Międzynarodową Unię Astronomiczną w roku 1976.